# Андерсон, Фрэнк
Фрэнк Андерсон (англ. Frank Anderson; 3 января 1928, Эдмонтон — 18 сентября 1980, Сан-Диего) — канадский шахматист, международный мастер (1955).
Двукратный чемпион Канады: в 1953 (совестно с Д. Яновским) и 1955 гг.
В составе национальной сборной участник 3-х Олимпиад (1954, 1958 и 1964). На 11-й (1954) и 13-й (1958) Олимпиадах показал лучший результат на своей доске.

## Таблица результатов
| Год  | Город     | Турнир         | +  | − | = | Результат | Место |
| ---- | --------- | -------------- | -- | - | - | --------- | ----- |
| 1954 | Амстердам | 11-я Олимпиада | 13 | 2 | 2 | 14 из 17  | 1     |
| 1958 | Мюнхен    | 13-я Олимпиада | 9  | 1 | 3 | 10½ из 13 | 1     |
| 1964 | Тель-Авив | 16-я Олимпиада | 4  | 5 | 3 | 5½ из 12  |       |